# Enthalpie de vaporisation
L'enthalpie de vaporisation d'un composé chimique (anciennement chaleur latente de vaporisation) est la différence d'enthalpie mise en jeu lors de la vaporisation d'une mole de ce composé. Elle est notée {\displaystyle \Delta _{\text{vap}}H} selon le Green Book et s'exprime en joules par mole (de symbole J/mol) dans le Système international d'unités.
Par exemple, l'enthalpie de vaporisation de l'eau est définie par la différence d'enthalpie accompagnant la transformation suivante :
{\displaystyle {\rm {H_{2}O\left(liq\right)\to H_{2}O\left(gaz\right)}}}

## Corrélations

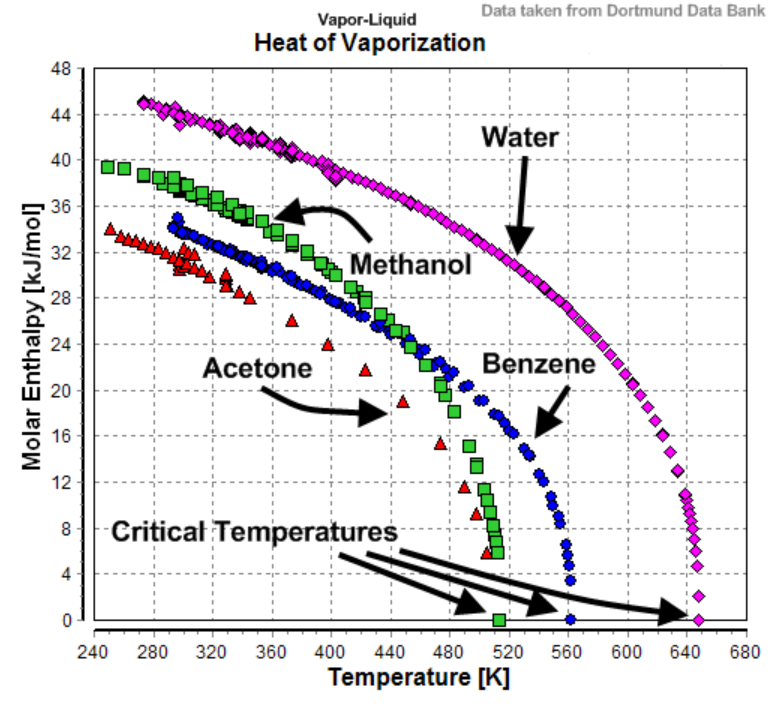
Enthalpies de vaporisation de l'eau, du méthanol, du benzène et de l'acétone en fonction de la température.

L'enthalpie de vaporisation, comme toutes les enthalpies de changement d'état des corps purs, ne dépend que de la température. Elle s'annule au point critique, lorsque la phase liquide et la phase gaz se confondent.
La règle de Trouton est une formule empirique permettant une première évaluation de l'enthalpie de vaporisation {\displaystyle \Delta _{\text{éb}}H} d'un liquide pur sous une pression de vapeur saturante égale à la pression atmosphérique normale de 101 325 Pa. La formule de Riedel permet une estimation plus précise de cette enthalpie, :
avec :
- {\displaystyle \Delta _{\text{éb}}H} l'enthalpie de vaporisation du corps pur à la température {\displaystyle T_{\text{éb}}}, exprimée en J/mol ;
- {\displaystyle P_{\text{c}}} la pression critique du corps pur, exprimée en bars (si cette pression est exprimée en atmosphères, la constante 1,013 au numérateur doit être remplacée par 1) ;
- {\displaystyle R} la constante universelle des gaz parfaits ;
- {\displaystyle T_{\text{c}}} la température critique du corps pur, exprimée en kelvins ;
- {\displaystyle T_{\text{éb}}} la température d'ébullition normale du corps pur (sous une pression de vapeur saturante égale à la pression atmosphérique normale de 101 325 Pa), exprimée en kelvins.

Si l'on connait {\displaystyle T_{\text{éb}}}, {\displaystyle \Delta _{\text{éb}}H} et {\displaystyle T_{\text{c}}}, la formule de Watson, donne pour une température {\displaystyle T} quelconque :
avec {\displaystyle \Delta _{\text{vap}}H} l'enthalpie de vaporisation du corps pur à la température {\displaystyle T}, exprimée en J/mol.
L'exposant 0,38 (on trouve également 0,375) est empirique, il peut être adapté en fonction du produit.

## Enthalpies de vaporisation des éléments
Le tableau suivant donne les enthalpies de vaporisation des éléments à l'état standard, en kJ/mol : 
| H 0,9     |          |    |          |          |          |          |        |          |           |          |           |          |          |           |          |          |          | He 0,08  |
| Li 145,92 | Be 292,4 |    |          |          |          |          |        |          |           |          |           |          | B 480    | C 355,8   | N 5,57   | O 6,82   | F 6,62   | Ne 1,71  |
| Na 96,96  | Mg 127,4 |    |          |          |          |          |        |          |           |          |           |          | Al 294   | Si 384,22 | P 12,4   | S 45     | Cl 10,2  | Ar 6,43  |
| K 79,87   | Ca 153,6 |    | Sc 314,2 | Ti 421   | V 452    | Cr 344,3 | Mn 226 | Fe 349,6 | Co 376,5  | Ni 370,4 | Cu 300,3  | Zn 115,3 | Ga 254   | Ge 334    | As 34,76 | Se 95,48 | Br 29,96 | Kr 9,08  |
| Rb 72,216 | Sr 144   |    | Y 363    | Zr 573,2 | Nb 696,6 | Mo 598   | Tc 660 | Ru 595   | Rh 493    | Pd 357   | Ag 250,58 | Cd 99,87 | In 231,5 | Sn 295,8  | Sb 77,14 | Te 114,1 | I 41,57  | Xe 12,57 |
| Cs 67,74  | Ba 140   | *  | Lu 355,9 | Hf 575   | Ta 753   | W 824    | Re 715 | Os 627,6 | Ir 604    | Pt 510   | Au 324    | Hg 59,11 | Tl 164,1 | Pb 179,5  | Bi 151   | Po       | At       | Rn 16,4  |
| Fr        | Ra       | ** | Lr       | Rf       | Db       | Sg       | Bh     | Hs       | Mt        | Ds       | Rg        | Cn       | Nh       | Fl        | Mc       | Lv       | Ts       | Og       |
|           |          | ↓  |          |          |          |          |        |          |           |          |           |          |          |           |          |          |          |          |
|           |          | *  | La 414   | Ce 414   | Pr 296,8 | Nd 273   | Pm     | Sm 166   | Eu 143,5  | Gd 359,4 | Tb 330,9  | Dy 230   | Ho 241   | Er 261    | Tm 191   | Yb 128,9 |          |          |
|           |          | ** | Ac       | Th 514,4 | Pa 470   | U 477    | Np 336 | Pu 344   | Am 238,12 | Cm       | Bk        | Cf       | Es       | Fm        | Md       | No       |          |          |